# Murtoilestes
Murtoilestes è un estinto genere di mammifero vissuto in Russia nel Cretaceo inferiore.

## Descrizione
I resti di questo animale sono limitati ad un unico dente, un molare superiore sinistro ritrovato dal ricercatore P. Skutschas nel 1998 e descritto dal dottor Alessio Abramov a cui la specie è stata dedicata. Di questo dente, conservato all'istituto zoologico dell'Accademia delle Scienze di San Pietroburgo, i ricercatori hanno riscontrato una lunghezza di appena due millimetri ma che, tuttavia, è superiore del 10-20% rispetto all'analogo dente del Prokennalestes trofimovi, la specie più vicina al Murtoilestes.
Il fossile è stato ritrovato nella linea di demarcazione tra il periodo Barremiano e l' Aptiano, corrispondenti al Cretaceo inferiore ed è stato datato a 120 milioni di anni fa. Prima della scoperta della specie Eomaia scansoria, Murtoilestes era considerato il rappresentante più antico degli Eutheria.